# Бідненко Віталій Романович
Віта́лій Рома́нович Бідне́нко (1923—2008) — засновник та директор Олександрівської дитячої музичної школи протягом 1962—1983 років.

## Короткий життєпис
Музикант-самоучка. 1951 року був засновником аматорського хору «Тясмин» Олександрівського районного Будинку культури, в швидкому часі колектив був нагороджений Почесною грамотою Міністерства культури УРСР. 1967-го хор очолив В'ячеслав Савустяненко.
1962 року був засновником Олександрівської дитячої музичної школи, котрою керував до 1983-го.
З дружиною виростили сина Володимира Віталійовича.

## Вшанування
- 2008 року на приміщенні Олександрівської музичної школи відкрито пам'ятну дошку Віталію Бідненку.